# Liolaemus robertmertensi
Liolaemus robertmertensi är en ödleart som beskrevs av  Walter Hellmich 1964. Liolaemus robertmertensi ingår i släktet Liolaemus och familjen Tropiduridae. Inga underarter finns listade i Catalogue of Life.